# Муртаза Кули-хан Хедаят
Муртаза Кули-хан Хедаят (перс. مرتضی‌قلی‌خان صنیع‌الدوله‎; род. 2 июля, 1856 — 28 января 1911) — премьер-министр (визирь) Ирана при Мохаммад Али-шахе, государственный деятель. Известен также под именем Сании од-Довла.

## Биография
Муртаза Кули-хан Хедаят родился в 1856 году в городе Тегеране в семье Али Кули-хана Мухбир уд-Довла. Внук историка Риза Кули-хан Хедаята. Вырос в аристократической семье, представители которой занимались литературной и политической деятельностью, имели генеральские чины. Учился в высшем учебном заведении Тегерана — Дар ул-Фунуне.
Активно участвовал в политической деятельности, был депутатом Меджлиса от Тегерана, позднее возглавлял Меджлис.
6 октября 1906 года шахиншах Мохаммед Али-шах назначает его премьер-министром.
Муртаза Кули-хан Хедаят умер в 1911 году в Тегеране.